# Morrison-formatie

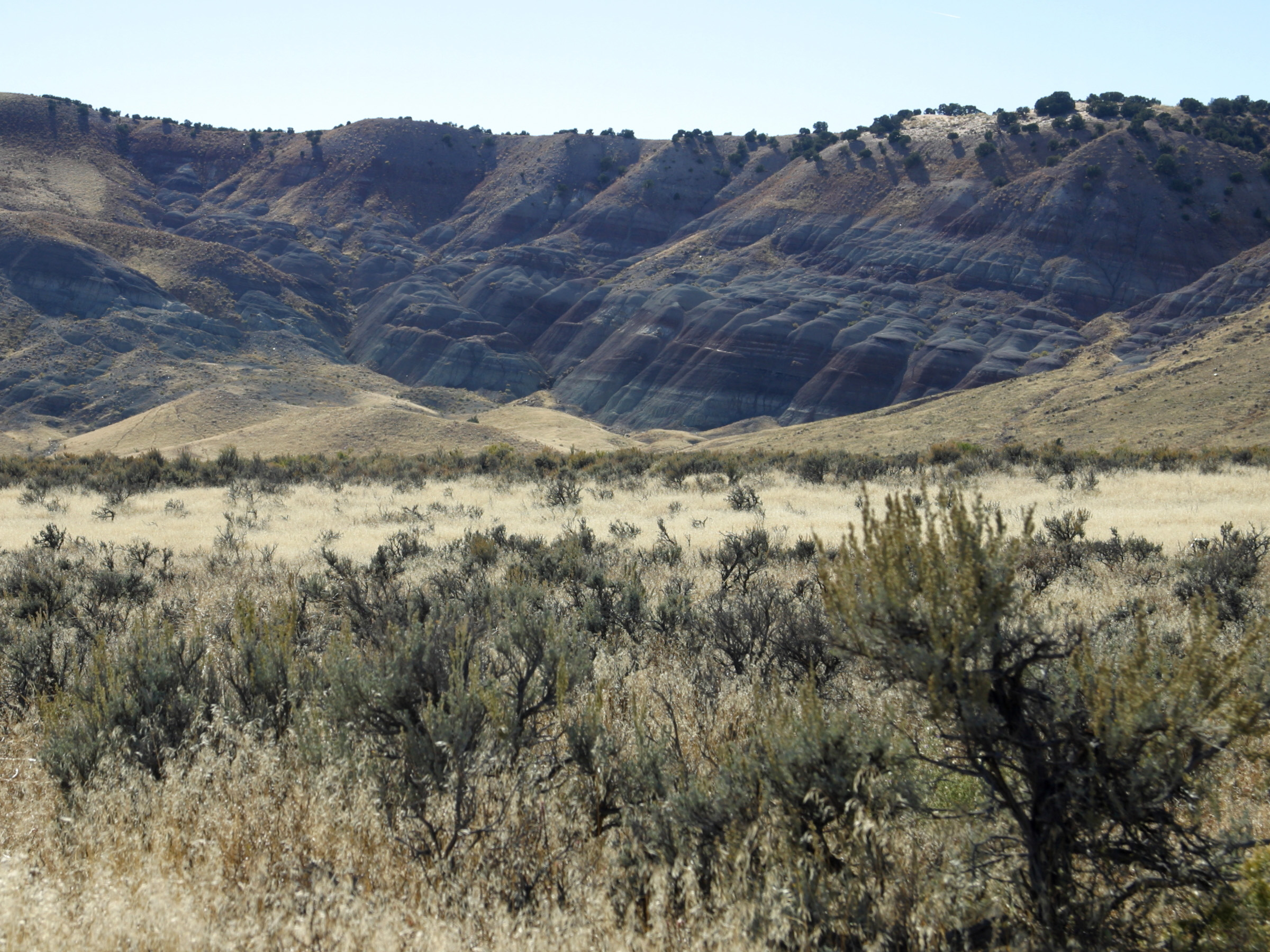
Morrison-formatie

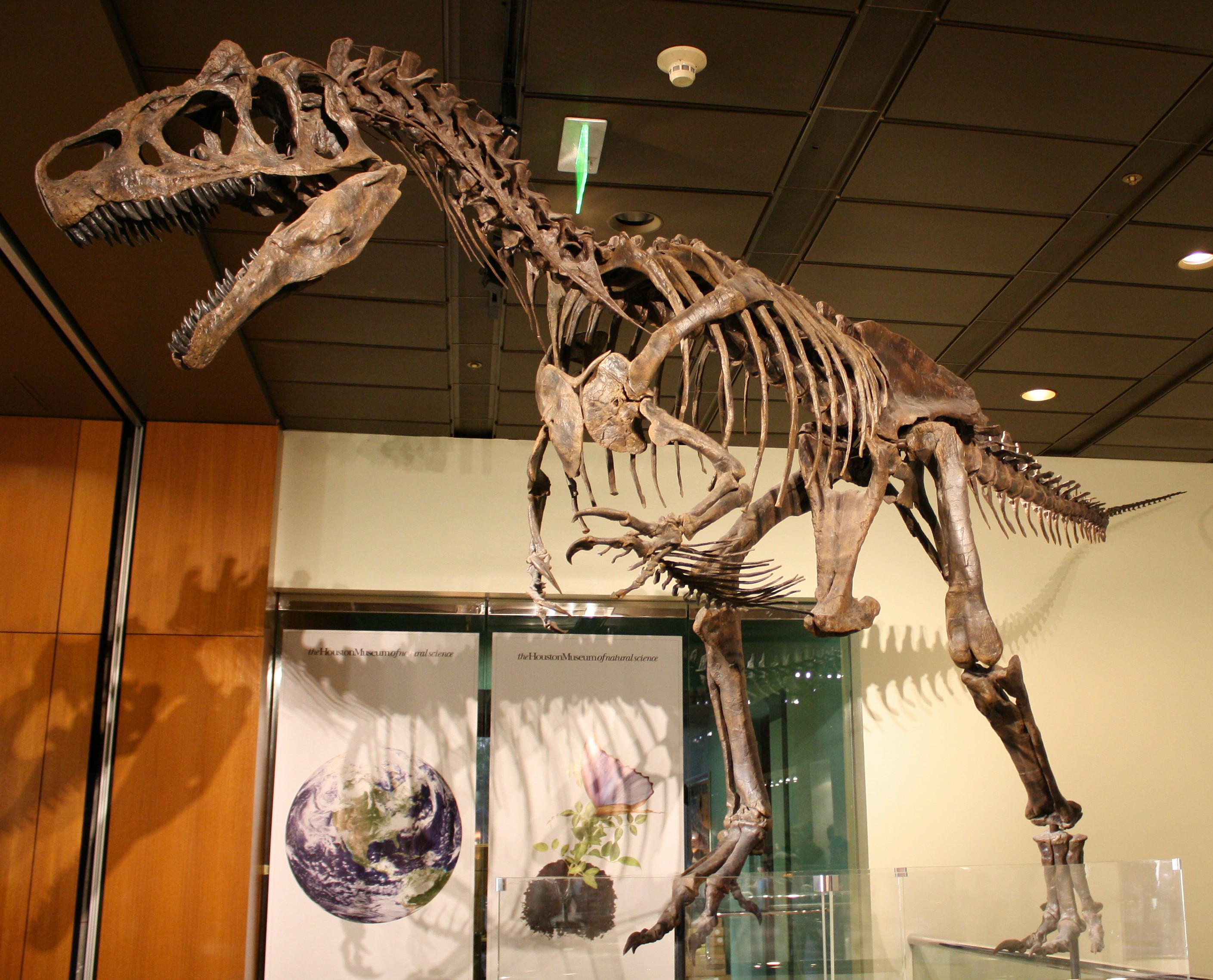
Allosaurus

De Morrison-formatie is een geologische formatie in het westen van de Verenigde Staten en in Canada die afzettingen uit het Laat-Jura omvat. Het is de soortenrijkste vindplaats van fossielen van dinosauriërs in Noord-Amerika. 

## Locatie
De Morrison-formatie is vooral in Wyoming en Colorado ontsloten. Ontsluitingen op kleinere schaal komen voor in de staten North Dakota en South Dakota, Montana, Kansas, Nebraska, de panhandles van Texas en Oklahoma, Utah, Arizona, Idaho en New Mexico. Gelijkaardig sedimentair gesteente van dezelfde ouderdom komt ook nog in Canada voor. De afzettingen komen onder meer in het Dinosaur National Monument, Dry Mesa Dinosaur Quarry, Cleveland Lloyd Dinosaur Quarry en Howe Dinosaur Quarry aan de oppervlakte.

## Ouderdom
De afzettingen van de Morrison-formatie dateren uit het Laat-Oxfordien, Kimmeridgien en Vroeg-Tithonien (circa 156 tot 146 miljoen jaar geleden). 

## Geschiedenis
De eerste fossielen werden in 1877 gevonden. Al snel was de Morrison-formatie het centrum van de “Bone Wars” tussen de paleontologen Othniel Charles Marsh en Edward Drinker Cope wie de meeste fossielen vond en beschreef.

## Fauna
De Morrison-formatie is met name bekend van dinosauriërs, waaronder algemeen bekende vormen zoals Stegosaurus, de sauropoden Apatosaurus, Brachiosaurus en  Diplodocus,  en de theropoden Ceratosaurus en Allosaurus. De fauna van de Morrison-formatie omvat verder insecten, schaaldieren, vissen, kikkers, salamanders, hagedissen, krokodillen, schildpadden, pterosauriërs en zoogdieren. 
Hoewel het merendeel van de zoogdieren klein was, waren ze wel aangepast aan een groot aantal ecologische niches met de mierenetende Fruitafossor, de carnivore eutriconodonten, mol- en eekhoornachtige dryolestoiden en knaagdierachtige multituberculaten. Fruitafossor was het kleinste zoogdier, terwijl Docodon de grootste vorm was met een geschat gewicht van 140 gram.